# コレハレスの戦い
コレハレスの戦い（西: Batalla de los Collejares）、またロス・コレハレスの戦いは、1406年に発生したレコンキスタ中のカスティーリャ王国とナスル朝グラナダ王国との戦闘。時のカスティーリャ王エンリケ3世と時のナスル朝スルターンであったムハンマド7世による直接対決で会った。コレハレスはスペインのグラナダにあるウベダとバエサの町の近くにある。
カスティーリャ王国は、グラナダを支配していたナスル朝と和平条約を結んでいたが、権力闘争と宮廷の変化により、ナスル朝は停戦を破ることになった。ムハンマド7世は、モロッコにあったマリーン朝の後押しを受け、ムルシアに侵攻した。ポルトガルとの一連の戦いを終えたカスティーリャのエンリケ3世は、1402年にポルトガルと和平条約を結んだことで、グラナダの脅威に対抗する機会を得た。この作戦に参加したカスティーリャ側の有名な騎士の一人、フアン・デ・トバル・イ・トレド（Juan de Tovar y Toledo）は、コレハレスでの軍事行動の功績もあって土地と称号を与えられた。エンリケ3世は、数世紀にわたるレコンキスタの末、イベリア半島で最後のイスラム教徒の拠点となったグラナダに向かった。両軍は、ウベダとバエサの町に近いコレハレス周辺で合流した。最終的にカスティーリャ軍はグラナダ首長国の軍を撃退した。なおエンリケはその数ヵ月後の1406年12月に亡くなっている。